# فراخلق
فراخُلق (به انگلیسی: Metamood) واژه‌ای است که در روان‌شناسی برای اشاره به نسبت آگاهی فرد از خلق خود به کار می‌رود و ممکن است به صورت «درگیر نوعی از هیجان شدن» یا به صورت «توسط احساسی فراگرفته شدن» توصیف شود. قابلیت فرورفتن در احاطهٔ یک احساس و در عین حال آگاه بودن نسبت به آن‌چه که فرد در حال احساس کردن آن است یک مهارت ویژه است که برای افراد نیز به دست آوردنش دشوار است،  زیرا در اغلب مواقع، یک احساس ممکن است در جامه احساس دیگری نمایان شود. آزمون مقیاس صفت فراخلق (به انگلیسی: Trait meta-mood scale) TMMS معیاری است که برای اندازه‌گیری باورهای عاطفی و نگرش‌هایی که اشخاص نسبت به تجارب عاطفی خود دارند طراحی شده است.